# Surdulica
Surdulica (Servisch: Сурдулица) is een gemeente in het Servische district Pčinja.
Surdulica telt 22.190 inwoners (2002). De oppervlakte bedraagt 628 km², de bevolkingsdichtheid is 35,3 inwoners per km².
Naast de hoofdplaats Surdulica omvat de gemeente de plaatsen Alakince, Bacijevce, Belo Polje, Binovce, Bitvrđa, Božica, Vlasina Okruglica, Vlasina Rid, Vlasina Stojkovićeva, Vučadelce, Gornja Koznica, Gornje Romanovce, Groznatovci, Danjino Selo, Dikava, Donje Romanovce, Drajinci, Dugi Del, Dugojnica, Zagužanje, Jelašnica, Kalabovce, Kijevac, Klisura, Kolunica, Kostroševci, Leskova Bara, Masurica, Mačkatica, Novo Selo, Palja, Rđavica, Stajkovce, Strezimirovci, Suvojnica, Suhi Dol, Topli Do, Topli Dol, Troskač en Ćurkovica.